# Amstel Gold Race 2023
Amstel Gold Race 2023 var den 57. udgave af den hollandske ardennerklassiker Amstel Gold Race. Det 253,6 km lange linjeløb blev kørt den 16. april 2023 med start i Maastricht og mål i Berg en Terblijt. Løbet var det 17. arrangement på UCI World Tour 2023.
14 dage efter at han på suveræn vis vandt Flandern Rundt var Tadej Pogačar fra UAE Team Emirates igen helt suveræn. Med 28 km tilbage af løbet kørte han alene, og vandt med 38 sekunders forspring til Ben Healy (EF Education-EasyPost) på andenpladsen, og 2,14 minutter ned til Tom Pidcock og Andreas Kron på tredje- og fjerdepladsen.

## Resultat
| \| Samlede stilling \| Samlede stilling \| Samlede stilling \| Samlede stilling \| Samlede stilling \| \| Rytter \| Rytter \| Hold \| Tid \| \| \| ---------------- \| ----------------- \| ---------------------- \| ---------------- \| ---------------- \| \| 1. \| Tadej Pogačar \| UAE Team Emirates \| 6t 02' 02" \| \| \| 2. \| Ben Healy \| EF Education-EasyPost \| + 38" \| \| \| 3. \| Tom Pidcock \| Ineos Grenadiers \| + 2' 14" \| \| \| 4. \| Andreas Kron \| Lotto Dstny \| + 2' 14" \| \| \| 5. \| Aleksej Lutsenko \| Astana Qazaqstan Team \| + 2' 14" \| \| \| 6. \| Andrea Bagioli \| Soudal Quick-Step \| + 3' 14" \| \| \| 7. \| Maxim Van Gils \| Lotto Dstny \| + 3' 14" \| \| \| 8. \| Mattias Skjelmose \| Trek-Segafredo \| + 3' 14" \| \| \| 9. \| Alexander Kamp \| Tudor Pro Cycling Team \| + 3' 14" \| \| \| 10. \| Axel Zingle \| Cofidis \| + 3' 14" \| \| |                   |                        |            |
| |                   |                        |            |
| Kilde: ProCyclingStats |                   |                        |            |
| Samlede stilling |                   |                        |            |
| Rytter | Rytter            | Hold                   | Tid        |
| 1. | Tadej Pogačar     | UAE Team Emirates      | 6t 02' 02" |
| 2. | Ben Healy         | EF Education-EasyPost  | + 38"      |
| 3. | Tom Pidcock       | Ineos Grenadiers       | + 2' 14"   |
| 4. | Andreas Kron      | Lotto Dstny            | + 2' 14"   |
| 5. | Aleksej Lutsenko  | Astana Qazaqstan Team  | + 2' 14"   |
| 6. | Andrea Bagioli    | Soudal Quick-Step      | + 3' 14"   |
| 7. | Maxim Van Gils    | Lotto Dstny            | + 3' 14"   |
| 8. | Mattias Skjelmose | Trek-Segafredo         | + 3' 14"   |
| 9. | Alexander Kamp    | Tudor Pro Cycling Team | + 3' 14"   |
| 10. | Axel Zingle       | Cofidis                | + 3' 14"   |

## Hold og ryttere
| UCI WorldTeams (18)- AG2R Citroën Team - Alpecin-Deceuninck - Astana Qazaqstan Team - Bahrain Victorious - Bora-Hansgrohe - Cofidis - EF Education-EasyPost - Groupama-FDJ - Ineos Grenadiers - Intermarché-Circus-Wanty - Jumbo-Visma - Movistar Team - Soudal Quick-Step - Arkéa-Samsic - Team DSM - Team Jayco AlUla - Trek-Segafredo - UAE Team Emirates UCI ProTeams (7)- Israel-Premier Tech - Lotto Dstny - Q36.5 Pro Cycling Team - Team Flanders-Baloise - TotalEnergies - Tudor Pro Cycling Team - Uno-X Pro Cycling Team |
| |

### Danske ryttere
| Danske ryttere på startlisten |                         |                        |           |
| Rygnummer                     | Rytter                  | Hold                   | Placering |
| 31                            | Søren Kragh Andersen    | Alpecin-Deceuninck     | 40        |
| 72                            | Mikkel Honoré           | EF Education-EasyPost  | DNF       |
| 95                            | Mattias Skjelmose       | Trek-Segafredo         | 8         |
| 165                           | Christopher Juul-Jensen | Team Jayco AlUla       | 75        |
| 185                           | Andreas Kron            | Lotto Dstny            | 4         |
| 223                           | Anthon Charmig          | Uno-X Pro Cycling Team | DNF       |
| 226                           | Jacob Hindsgaul         | Uno-X Pro Cycling Team | DNF       |
| 227                           | Jonas Gregaard          | Uno-X Pro Cycling Team | DNF       |
| 241                           | Alexander Kamp          | Tudor Pro Cycling      | 9         |

* DNF = gennemførte ikke

### Startliste
| Ineos Grenadiers IGD | Ineos Grenadiers IGD     | Ineos Grenadiers IGD |
| -------------------- | ------------------------ | -------------------- |
| Nr.                  | Rytter                   | Placering            |
| 1                    | Michał Kwiatkowski (POL) | 72.                  |
| 2                    | Tom Pidcock (GBR)        | 3.                   |
| 3                    | Brandon Rivera (COL)     | DNF                  |
| 4                    | Kim Heiduk (GER)         | 69.                  |
| 5                    | Connor Swift (GBR)       | 67.                  |
| 6                    | Magnus Sheffield (USA)   | 46.                  |
| 7                    | Joshua Tarling (GBR)     | DNF                  |

| AG2R Citroën Team ACT | AG2R Citroën Team ACT     | AG2R Citroën Team ACT |
| --------------------- | ------------------------- | --------------------- |
| Nr.                   | Rytter                    | Placering             |
| 11                    | Benoît Cosnefroy (FRA)    | 21.                   |
| 12                    | Michael Schär (SUI)       | DNF                   |
| 13                    | Mikaël Cherel (FRA)       | DNF                   |
| 14                    | Valentin Retailleau (FRA) | DNF                   |
| 15                    | Stan Dewulf (BEL)         | DNF                   |
| 16                    | Dorian Godon (FRA)        | DNF                   |
| 17                    | Greg Van Avermaet (BEL)   | 26.                   |

| Jumbo-Visma TJV | Jumbo-Visma TJV                | Jumbo-Visma TJV |
| --------------- | ------------------------------ | --------------- |
| Nr.             | Rytter                         | Placering       |
| 21              | Tiesj Benoot (BEL)             | 15.             |
| 22              | Lennard Hofstede (NED)         | DNF             |
| 23              | Gijs Leemreize (NED)           | DNF             |
| 24              | Sam Oomen (NED)                | 48.             |
| 25              | Attila Valter (HUN) (landevej) | 30.             |
| 26              | Tosh Van der Sande (BEL)       | DNF             |
| 27              | Jos van Emden (NED)            | DNF             |

| Alpecin-Deceuninck ADC | Alpecin-Deceuninck ADC      | Alpecin-Deceuninck ADC |
| ---------------------- | --------------------------- | ---------------------- |
| Nr.                    | Rytter                      | Placering              |
| 31                     | Søren Kragh Andersen (DEN)  | 40.                    |
| 32                     | Fabio Van den Bossche (BEL) | DNF                    |
| 33                     | Xandro Meurisse (BEL)       | DNF                    |
| 34                     | Robert Stannard (AUS)       | 74.                    |
| 35                     | Jimmy Janssens (BEL)        | DNF                    |
| 36                     | Tobias Bayer (AUT)          | DNF                    |
| 37                     | Gianni Vermeersch (BEL)     | 14.                    |

| Bora-Hansgrohe BOH | Bora-Hansgrohe BOH           | Bora-Hansgrohe BOH |
| ------------------ | ---------------------------- | ------------------ |
| Nr.                | Rytter                       | Placering          |
| 41                 | Jai Hindley (AUS)            | 12.                |
| 42                 | Patrick Gamper (AUT)         | DNF                |
| 43                 | Sergio Higuita (COL)         | DNF                |
| 44                 | Nils Politt (GER) (landevej) | DNF                |
| 45                 | Luis-Joe Lührs (GER)         | DNF                |
| 46                 | Giovanni Aleotti (ITA)       | 51.                |
| 47                 | Ide Schelling (NED)          | 53.                |

| UAE Team Emirates UAD | UAE Team Emirates UAD                | UAE Team Emirates UAD |
| --------------------- | ------------------------------------ | --------------------- |
| Nr.                   | Rytter                               | Placering             |
| 51                    | Tadej Pogačar (SLO)                  | 1.                    |
| 52                    | Sjoerd Bax (NED)                     | DNF                   |
| 53                    | Felix Großschartner (AUT) (landevej) | DNF                   |
| 54                    | Marc Hirschi (SUI)                   | 36.                   |
| 55                    | Rui Oliveira (POR)                   | DNF                   |
| 56                    | Ryan Gibbons (RSA)                   | DNF                   |
| 57                    | Matteo Trentin (ITA)                 | 52.                   |

| Intermarché-Circus-Wanty ICW | Intermarché-Circus-Wanty ICW | Intermarché-Circus-Wanty ICW |
| ---------------------------- | ---------------------------- | ---------------------------- |
| Nr.                          | Rytter                       | Placering                    |
| 61                           | Loïc Vliegen (BEL)           | DNF                          |
| 62                           | Lilian Calmejane (FRA)       | DNF                          |
| 63                           | Rui Costa (POR)              | 32.                          |
| 64                           | Dries De Pooter (BEL)        | DNF                          |
| 65                           | Lorenzo Rota (ITA)           | 61.                          |
| 66                           | Dion Smith (NZL)             | 50.                          |
| 67                           | Georg Zimmermann (GER)       | 49.                          |

| EF Education-EasyPost EFE | EF Education-EasyPost EFE | EF Education-EasyPost EFE |
| ------------------------- | ------------------------- | ------------------------- |
| Nr.                       | Rytter                    | Placering                 |
| 71                        | Ben Healy (IRL)           | 2.                        |
| 72                        | Mikkel Honoré (DEN)       | DNF                       |
| 73                        | Andrea Piccolo (ITA)      | 66.                       |
| 74                        | Neilson Powless (USA)     | DNF                       |
| 75                        | Sean Quinn (USA)          | DNF                       |
| 76                        | James Shaw (GBR)          | 70.                       |
| 77                        | Julius van den Berg (NED) | DNF                       |

| Soudal Quick-Step SOQ | Soudal Quick-Step SOQ | Soudal Quick-Step SOQ |
| --------------------- | --------------------- | --------------------- |
| Nr.                   | Rytter                | Placering             |
| 81                    | Rémi Cavagna (FRA)    | 23.                   |
| 82                    | Dries Devenyns (BEL)  | DNF                   |
| 83                    | Jannik Steimle (GER)  | DNF                   |
| 84                    | Mauro Schmid (SUI)    | 37.                   |
| 85                    | Martin Svrček (SVK)   | DNF                   |
| 86                    | Stan Van Tricht (BEL) | 25.                   |
| 87                    | Andrea Bagioli (ITA)  | 6.                    |

| Trek-Segafredo TFS | Trek-Segafredo TFS      | Trek-Segafredo TFS |
| ------------------ | ----------------------- | ------------------ |
| Nr.                | Rytter                  | Placering          |
| 91                 | Bauke Mollema (NED)     | 29.                |
| 92                 | Toms Skujiņš (LAT)      | 28.                |
| 93                 | Quinn Simmons (USA)     | DNF                |
| 94                 | Otto Vergaerde (BEL)    | DNF                |
| 95                 | Mattias Skjelmose (DEN) | 8.                 |
| 96                 | Markus Hoelgaard (NOR)  | DNF                |
| 97                 | Mathias Vacek (CZE)     | DNF                |

| Groupama-FDJ GFC | Groupama-FDJ GFC        | Groupama-FDJ GFC |
| ---------------- | ----------------------- | ---------------- |
| Nr.              | Rytter                  | Placering        |
| 101              | David Gaudu (FRA)       | DNF              |
| 102              | Lars van den Berg (NED) | 65.              |
| 103              | Valentin Madouas (FRA)  | 11.              |
| 104              | Kevin Geniets (LUX)     | 16.              |
| 105              | Romain Grégoire (FRA)   | DNF              |
| 106              | Quentin Pacher (FRA)    | DNF              |
| 107              | Rudy Molard (FRA)       | 62.              |

| Bahrain Victorious TBV | Bahrain Victorious TBV | Bahrain Victorious TBV |
| ---------------------- | ---------------------- | ---------------------- |
| Nr.                    | Rytter                 | Placering              |
| 111                    | Matej Mohorič (SLO)    | 33.                    |
| 112                    | Filip Maciejuk (POL)   | DNF                    |
| 113                    | Jonathan Milan (ITA)   | DNF                    |
| 114                    | Matevž Govekar (SLO)   | DNF                    |
| 115                    | Fran Miholjević (CRO)  | DNF                    |
| 116                    | Nikias Arndt (GER)     | 57.                    |
| 117                    | Wout Poels (NED)       | 22.                    |

| Team DSM DSM | Team DSM DSM          | Team DSM DSM |
| ------------ | --------------------- | ------------ |
| Nr.          | Rytter                | Placering    |
| 121          | Martijn Tusveld (NED) | DNF          |
| 122          | Oscar Onley (GBR)     | DNF          |
| 123          | Romain Combaud (FRA)  | DNF          |
| 124          | Sean Flynn (GBR)      | DNF          |
| 125          | Leon Heinschke (GER)  | DNF          |
| 126          | Matthew Dinham (AUS)  | 27.          |
| 127          | Kevin Vermaerke (USA) | 44.          |

| Cofidis COF | Cofidis COF               | Cofidis COF |
| ----------- | ------------------------- | ----------- |
| Nr.         | Rytter                    | Placering   |
| 131         | Bryan Coquard (FRA)       | 55.         |
| 132         | Alexandre Delettre (FRA)  | DNF         |
| 133         | Axel Zingle (FRA)         | 10.         |
| 134         | Jonathan Lastra (ESP)     | DNF         |
| 135         | Pierre-Luc Périchon (FRA) | DNF         |
| 136         | Jelle Wallays (BEL)       | DNF         |
| 137         | André Carvalho (POR)      | DNF         |

| Movistar Team MOV | Movistar Team MOV        | Movistar Team MOV |
| ----------------- | ------------------------ | ----------------- |
| Nr.               | Rytter                   | Placering         |
| 141               | Ruben Guerreiro (POR)    | 39.               |
| 142               | Alex Aranburu (ESP)      | 31.               |
| 143               | Jorge Arcas (ESP)        | DNF               |
| 144               | Gorka Izagirre (ESP)     | DNF               |
| 145               | Johan Jacobs (SUI)       | DNF               |
| 146               | Gonzalo Serrano (ESP)    | 41.               |
| 147               | José Joaquín Rojas (ESP) | 64.               |

| Astana Qazaqstan Team AST | Astana Qazaqstan Team AST | Astana Qazaqstan Team AST |
| ------------------------- | ------------------------- | ------------------------- |
| Nr.                       | Rytter                    | Placering                 |
| 151                       | Aleksej Lutsenko (KAZ)    | 5.                        |
| 152                       | Cristian Scaroni (ITA)    | DNF                       |
| 153                       | David de la Cruz (ESP)    | 34.                       |
| 154                       | Simone Velasco (ITA)      | 17.                       |
| 155                       | Samuele Battistella (ITA) | 54.                       |
| 156                       | Andrej Zejts (KAZ)        | DNS                       |
| 157                       | Gianni Moscon (ITA)       | DNF                       |

| Team Jayco AlUla JAY | Team Jayco AlUla JAY          | Team Jayco AlUla JAY |
| -------------------- | ----------------------------- | -------------------- |
| Nr.                  | Rytter                        | Placering            |
| 161                  | Luke Durbridge (AUS)          | DNF                  |
| 162                  | Jan Maas (NED)                | DNF                  |
| 163                  | Lawson Craddock (USA)         | DNF                  |
| 164                  | Alexandre Balmer (SUI)        | DNF                  |
| 165                  | Christopher Juul-Jensen (DEN) | 75.                  |
| 166                  | Matteo Sobrero (ITA)          | 38.                  |
| 167                  | Zdeněk Štybar (CZE)           | DNF                  |

| Arkéa-Samsic ARK | Arkéa-Samsic ARK          | Arkéa-Samsic ARK |
| ---------------- | ------------------------- | ---------------- |
| Nr.              | Rytter                    | Placering        |
| 171              | Warren Barguil (FRA)      | 35.              |
| 172              | Louis Barré (FRA)         | 47.              |
| 173              | Clément Champoussin (FRA) | DNF              |
| 174              | Anthony Delaplace (FRA)   | DNF              |
| 175              | Simon Guglielmi (FRA)     | 77.              |
| 176              | Łukasz Owsian (POL)       | 73.              |
| 177              | Mathis Le Berre (FRA)     | DNF              |

| Lotto Dstny LTD | Lotto Dstny LTD                   | Lotto Dstny LTD |
| --------------- | --------------------------------- | --------------- |
| Nr.             | Rytter                            | Placering       |
| 181             | Pascal Eenkhoorn (NED) (landevej) | 18.             |
| 182             | Arjen Livyns (BEL)                | 71.             |
| 183             | Harry Sweeny (AUS)                | DNF             |
| 184             | Jarrad Drizners (AUS)             | DNF             |
| 185             | Andreas Kron (DEN)                | 4.              |
| 186             | Maxim Van Gils (BEL)              | 7.              |
| 187             | Rüdiger Selig (GER)               | DNF             |

| TotalEnergies TEN | TotalEnergies TEN        | TotalEnergies TEN |
| ----------------- | ------------------------ | ----------------- |
| Nr.               | Rytter                   | Placering         |
| 191               | Fabien Grellier (FRA)    | DNF               |
| 192               | Mattéo Vercher (FRA)     | DNF               |
| 193               | Valentin Ferron (FRA)    | 13.               |
| 194               | Dries Van Gestel (BEL)   | DNF               |
| 195               | Mathieu Burgaudeau (FRA) | 19.               |
| 196               | Sandy Dujardin (FRA)     | 24.               |
| 197               | Thomas Bonnet (FRA)      | DNF               |

| Team Flanders-Baloise TFB | Team Flanders-Baloise TFB | Team Flanders-Baloise TFB |
| ------------------------- | ------------------------- | ------------------------- |
| Nr.                       | Rytter                    | Placering                 |
| 201                       | Jenno Berckmoes (BEL)     | 59.                       |
| 202                       | Kamiel Bonneu (BEL)       | 43.                       |
| 203                       | Vito Braet (BEL)          | DNF                       |
| 204                       | Alex Colman (BEL)         | DNF                       |
| 205                       | Sander De Pestel (BEL)    | DNF                       |
| 206                       | Elias Maris (BEL)         | 60.                       |
| 207                       | Ward Vanhoof (BEL)        | DNF                       |

| Q36.5 Pro Cycling Team Q36 | Q36.5 Pro Cycling Team Q36 | Q36.5 Pro Cycling Team Q36 |
| -------------------------- | -------------------------- | -------------------------- |
| Nr.                        | Rytter                     | Placering                  |
| 211                        | Tom Devriendt (BEL)        | DNF                        |
| 212                        | Walter Calzoni (ITA)       | DNF                        |
| 213                        | Tobias Ludvigsson (SWE)    | DNF                        |
| 214                        | Alessandro Fedeli (ITA)    | DNF                        |
| 215                        | Cyrus Monk (AUS)           | 58.                        |
| 216                        | Kamil Małecki (POL)        | DNF                        |
| 217                        | Nicolò Parisini (ITA)      | DNF                        |

| Uno-X Pro Cycling Team UXT | Uno-X Pro Cycling Team UXT       | Uno-X Pro Cycling Team UXT |
| -------------------------- | -------------------------------- | -------------------------- |
| Nr.                        | Rytter                           | Placering                  |
| 221                        | Fredrik Dversnes (NOR)           | 56.                        |
| 222                        | Martin Bugge Urianstad (NOR)     | DNF                        |
| 223                        | Anthon Charmig (DEN)             | DNF                        |
| 224                        | Anders Halland Johannessen (NOR) | DNF                        |
| 225                        | Tobias Halland Johannessen (NOR) | 76.                        |
| 226                        | Jacob Hindsgaul (DEN)            | DNF                        |
| 227                        | Jonas Gregaard (DEN)             | DNF                        |

| Israel-Premier Tech IPT | Israel-Premier Tech IPT | Israel-Premier Tech IPT |
| ----------------------- | ----------------------- | ----------------------- |
| Nr.                     | Rytter                  | Placering               |
| 231                     | Michael Woods (CAN)     | DNF                     |
| 232                     | Simon Clarke (AUS)      | 20.                     |
| 233                     | Hugo Houle (CAN)        | 68.                     |
| 234                     | Nick Schultz (AUS)      | DNF                     |
| 235                     | Corbin Strong (NZL)     | DNF                     |
| 236                     | Guillaume Boivin (CAN)  | DNF                     |
| 237                     | Daryl Impey (RSA)       | DNF                     |

| Tudor Pro Cycling Team TUD | Tudor Pro Cycling Team TUD      | Tudor Pro Cycling Team TUD |
| -------------------------- | ------------------------------- | -------------------------- |
| Nr.                        | Rytter                          | Placering                  |
| 241                        | Alexander Kamp (DEN) (landevej) | 9.                         |
| 242                        | Jacob Eriksson (SWE)            | DNF                        |
| 243                        | Aloïs Charrin (FRA)             | DNF                        |
| 244                        | Nils Brun (SUI)                 | 63.                        |
| 245                        | Arthur Kluckers (LUX)           | 42.                        |
| 246                        | Miká Heming (GER)               | DNF                        |
| 247                        | Lucas Eriksson (SWE) (landevej) | 45.                        |

| Ineos Grenadiers IGD | Ineos Grenadiers IGD     | Ineos Grenadiers IGD |
| -------------------- | ------------------------ | -------------------- |
| Nr.                  | Rytter                   | Placering            |
| 1                    | Michał Kwiatkowski (POL) | 72.                  |
| 2                    | Tom Pidcock (GBR)        | 3.                   |
| 3                    | Brandon Rivera (COL)     | DNF                  |
| 4                    | Kim Heiduk (GER)         | 69.                  |
| 5                    | Connor Swift (GBR)       | 67.                  |
| 6                    | Magnus Sheffield (USA)   | 46.                  |
| 7                    | Joshua Tarling (GBR)     | DNF                  |

| AG2R Citroën Team ACT | AG2R Citroën Team ACT     | AG2R Citroën Team ACT |
| --------------------- | ------------------------- | --------------------- |
| Nr.                   | Rytter                    | Placering             |
| 11                    | Benoît Cosnefroy (FRA)    | 21.                   |
| 12                    | Michael Schär (SUI)       | DNF                   |
| 13                    | Mikaël Cherel (FRA)       | DNF                   |
| 14                    | Valentin Retailleau (FRA) | DNF                   |
| 15                    | Stan Dewulf (BEL)         | DNF                   |
| 16                    | Dorian Godon (FRA)        | DNF                   |
| 17                    | Greg Van Avermaet (BEL)   | 26.                   |

| Jumbo-Visma TJV | Jumbo-Visma TJV                | Jumbo-Visma TJV |
| --------------- | ------------------------------ | --------------- |
| Nr.             | Rytter                         | Placering       |
| 21              | Tiesj Benoot (BEL)             | 15.             |
| 22              | Lennard Hofstede (NED)         | DNF             |
| 23              | Gijs Leemreize (NED)           | DNF             |
| 24              | Sam Oomen (NED)                | 48.             |
| 25              | Attila Valter (HUN) (landevej) | 30.             |
| 26              | Tosh Van der Sande (BEL)       | DNF             |
| 27              | Jos van Emden (NED)            | DNF             |

| Alpecin-Deceuninck ADC | Alpecin-Deceuninck ADC      | Alpecin-Deceuninck ADC |
| ---------------------- | --------------------------- | ---------------------- |
| Nr.                    | Rytter                      | Placering              |
| 31                     | Søren Kragh Andersen (DEN)  | 40.                    |
| 32                     | Fabio Van den Bossche (BEL) | DNF                    |
| 33                     | Xandro Meurisse (BEL)       | DNF                    |
| 34                     | Robert Stannard (AUS)       | 74.                    |
| 35                     | Jimmy Janssens (BEL)        | DNF                    |
| 36                     | Tobias Bayer (AUT)          | DNF                    |
| 37                     | Gianni Vermeersch (BEL)     | 14.                    |

| Bora-Hansgrohe BOH | Bora-Hansgrohe BOH           | Bora-Hansgrohe BOH |
| ------------------ | ---------------------------- | ------------------ |
| Nr.                | Rytter                       | Placering          |
| 41                 | Jai Hindley (AUS)            | 12.                |
| 42                 | Patrick Gamper (AUT)         | DNF                |
| 43                 | Sergio Higuita (COL)         | DNF                |
| 44                 | Nils Politt (GER) (landevej) | DNF                |
| 45                 | Luis-Joe Lührs (GER)         | DNF                |
| 46                 | Giovanni Aleotti (ITA)       | 51.                |
| 47                 | Ide Schelling (NED)          | 53.                |

| UAE Team Emirates UAD | UAE Team Emirates UAD                | UAE Team Emirates UAD |
| --------------------- | ------------------------------------ | --------------------- |
| Nr.                   | Rytter                               | Placering             |
| 51                    | Tadej Pogačar (SLO)                  | 1.                    |
| 52                    | Sjoerd Bax (NED)                     | DNF                   |
| 53                    | Felix Großschartner (AUT) (landevej) | DNF                   |
| 54                    | Marc Hirschi (SUI)                   | 36.                   |
| 55                    | Rui Oliveira (POR)                   | DNF                   |
| 56                    | Ryan Gibbons (RSA)                   | DNF                   |
| 57                    | Matteo Trentin (ITA)                 | 52.                   |

| Intermarché-Circus-Wanty ICW | Intermarché-Circus-Wanty ICW | Intermarché-Circus-Wanty ICW |
| ---------------------------- | ---------------------------- | ---------------------------- |
| Nr.                          | Rytter                       | Placering                    |
| 61                           | Loïc Vliegen (BEL)           | DNF                          |
| 62                           | Lilian Calmejane (FRA)       | DNF                          |
| 63                           | Rui Costa (POR)              | 32.                          |
| 64                           | Dries De Pooter (BEL)        | DNF                          |
| 65                           | Lorenzo Rota (ITA)           | 61.                          |
| 66                           | Dion Smith (NZL)             | 50.                          |
| 67                           | Georg Zimmermann (GER)       | 49.                          |

| EF Education-EasyPost EFE | EF Education-EasyPost EFE | EF Education-EasyPost EFE |
| ------------------------- | ------------------------- | ------------------------- |
| Nr.                       | Rytter                    | Placering                 |
| 71                        | Ben Healy (IRL)           | 2.                        |
| 72                        | Mikkel Honoré (DEN)       | DNF                       |
| 73                        | Andrea Piccolo (ITA)      | 66.                       |
| 74                        | Neilson Powless (USA)     | DNF                       |
| 75                        | Sean Quinn (USA)          | DNF                       |
| 76                        | James Shaw (GBR)          | 70.                       |
| 77                        | Julius van den Berg (NED) | DNF                       |

| Soudal Quick-Step SOQ | Soudal Quick-Step SOQ | Soudal Quick-Step SOQ |
| --------------------- | --------------------- | --------------------- |
| Nr.                   | Rytter                | Placering             |
| 81                    | Rémi Cavagna (FRA)    | 23.                   |
| 82                    | Dries Devenyns (BEL)  | DNF                   |
| 83                    | Jannik Steimle (GER)  | DNF                   |
| 84                    | Mauro Schmid (SUI)    | 37.                   |
| 85                    | Martin Svrček (SVK)   | DNF                   |
| 86                    | Stan Van Tricht (BEL) | 25.                   |
| 87                    | Andrea Bagioli (ITA)  | 6.                    |

| Trek-Segafredo TFS | Trek-Segafredo TFS      | Trek-Segafredo TFS |
| ------------------ | ----------------------- | ------------------ |
| Nr.                | Rytter                  | Placering          |
| 91                 | Bauke Mollema (NED)     | 29.                |
| 92                 | Toms Skujiņš (LAT)      | 28.                |
| 93                 | Quinn Simmons (USA)     | DNF                |
| 94                 | Otto Vergaerde (BEL)    | DNF                |
| 95                 | Mattias Skjelmose (DEN) | 8.                 |
| 96                 | Markus Hoelgaard (NOR)  | DNF                |
| 97                 | Mathias Vacek (CZE)     | DNF                |

| Groupama-FDJ GFC | Groupama-FDJ GFC        | Groupama-FDJ GFC |
| ---------------- | ----------------------- | ---------------- |
| Nr.              | Rytter                  | Placering        |
| 101              | David Gaudu (FRA)       | DNF              |
| 102              | Lars van den Berg (NED) | 65.              |
| 103              | Valentin Madouas (FRA)  | 11.              |
| 104              | Kevin Geniets (LUX)     | 16.              |
| 105              | Romain Grégoire (FRA)   | DNF              |
| 106              | Quentin Pacher (FRA)    | DNF              |
| 107              | Rudy Molard (FRA)       | 62.              |

| Bahrain Victorious TBV | Bahrain Victorious TBV | Bahrain Victorious TBV |
| ---------------------- | ---------------------- | ---------------------- |
| Nr.                    | Rytter                 | Placering              |
| 111                    | Matej Mohorič (SLO)    | 33.                    |
| 112                    | Filip Maciejuk (POL)   | DNF                    |
| 113                    | Jonathan Milan (ITA)   | DNF                    |
| 114                    | Matevž Govekar (SLO)   | DNF                    |
| 115                    | Fran Miholjević (CRO)  | DNF                    |
| 116                    | Nikias Arndt (GER)     | 57.                    |
| 117                    | Wout Poels (NED)       | 22.                    |

| Team DSM DSM | Team DSM DSM          | Team DSM DSM |
| ------------ | --------------------- | ------------ |
| Nr.          | Rytter                | Placering    |
| 121          | Martijn Tusveld (NED) | DNF          |
| 122          | Oscar Onley (GBR)     | DNF          |
| 123          | Romain Combaud (FRA)  | DNF          |
| 124          | Sean Flynn (GBR)      | DNF          |
| 125          | Leon Heinschke (GER)  | DNF          |
| 126          | Matthew Dinham (AUS)  | 27.          |
| 127          | Kevin Vermaerke (USA) | 44.          |

| Cofidis COF | Cofidis COF               | Cofidis COF |
| ----------- | ------------------------- | ----------- |
| Nr.         | Rytter                    | Placering   |
| 131         | Bryan Coquard (FRA)       | 55.         |
| 132         | Alexandre Delettre (FRA)  | DNF         |
| 133         | Axel Zingle (FRA)         | 10.         |
| 134         | Jonathan Lastra (ESP)     | DNF         |
| 135         | Pierre-Luc Périchon (FRA) | DNF         |
| 136         | Jelle Wallays (BEL)       | DNF         |
| 137         | André Carvalho (POR)      | DNF         |

| Movistar Team MOV | Movistar Team MOV        | Movistar Team MOV |
| ----------------- | ------------------------ | ----------------- |
| Nr.               | Rytter                   | Placering         |
| 141               | Ruben Guerreiro (POR)    | 39.               |
| 142               | Alex Aranburu (ESP)      | 31.               |
| 143               | Jorge Arcas (ESP)        | DNF               |
| 144               | Gorka Izagirre (ESP)     | DNF               |
| 145               | Johan Jacobs (SUI)       | DNF               |
| 146               | Gonzalo Serrano (ESP)    | 41.               |
| 147               | José Joaquín Rojas (ESP) | 64.               |

| Astana Qazaqstan Team AST | Astana Qazaqstan Team AST | Astana Qazaqstan Team AST |
| ------------------------- | ------------------------- | ------------------------- |
| Nr.                       | Rytter                    | Placering                 |
| 151                       | Aleksej Lutsenko (KAZ)    | 5.                        |
| 152                       | Cristian Scaroni (ITA)    | DNF                       |
| 153                       | David de la Cruz (ESP)    | 34.                       |
| 154                       | Simone Velasco (ITA)      | 17.                       |
| 155                       | Samuele Battistella (ITA) | 54.                       |
| 156                       | Andrej Zejts (KAZ)        | DNS                       |
| 157                       | Gianni Moscon (ITA)       | DNF                       |

| Team Jayco AlUla JAY | Team Jayco AlUla JAY          | Team Jayco AlUla JAY |
| -------------------- | ----------------------------- | -------------------- |
| Nr.                  | Rytter                        | Placering            |
| 161                  | Luke Durbridge (AUS)          | DNF                  |
| 162                  | Jan Maas (NED)                | DNF                  |
| 163                  | Lawson Craddock (USA)         | DNF                  |
| 164                  | Alexandre Balmer (SUI)        | DNF                  |
| 165                  | Christopher Juul-Jensen (DEN) | 75.                  |
| 166                  | Matteo Sobrero (ITA)          | 38.                  |
| 167                  | Zdeněk Štybar (CZE)           | DNF                  |

| Arkéa-Samsic ARK | Arkéa-Samsic ARK          | Arkéa-Samsic ARK |
| ---------------- | ------------------------- | ---------------- |
| Nr.              | Rytter                    | Placering        |
| 171              | Warren Barguil (FRA)      | 35.              |
| 172              | Louis Barré (FRA)         | 47.              |
| 173              | Clément Champoussin (FRA) | DNF              |
| 174              | Anthony Delaplace (FRA)   | DNF              |
| 175              | Simon Guglielmi (FRA)     | 77.              |
| 176              | Łukasz Owsian (POL)       | 73.              |
| 177              | Mathis Le Berre (FRA)     | DNF              |

| Lotto Dstny LTD | Lotto Dstny LTD                   | Lotto Dstny LTD |
| --------------- | --------------------------------- | --------------- |
| Nr.             | Rytter                            | Placering       |
| 181             | Pascal Eenkhoorn (NED) (landevej) | 18.             |
| 182             | Arjen Livyns (BEL)                | 71.             |
| 183             | Harry Sweeny (AUS)                | DNF             |
| 184             | Jarrad Drizners (AUS)             | DNF             |
| 185             | Andreas Kron (DEN)                | 4.              |
| 186             | Maxim Van Gils (BEL)              | 7.              |
| 187             | Rüdiger Selig (GER)               | DNF             |

| TotalEnergies TEN | TotalEnergies TEN        | TotalEnergies TEN |
| ----------------- | ------------------------ | ----------------- |
| Nr.               | Rytter                   | Placering         |
| 191               | Fabien Grellier (FRA)    | DNF               |
| 192               | Mattéo Vercher (FRA)     | DNF               |
| 193               | Valentin Ferron (FRA)    | 13.               |
| 194               | Dries Van Gestel (BEL)   | DNF               |
| 195               | Mathieu Burgaudeau (FRA) | 19.               |
| 196               | Sandy Dujardin (FRA)     | 24.               |
| 197               | Thomas Bonnet (FRA)      | DNF               |

| Team Flanders-Baloise TFB | Team Flanders-Baloise TFB | Team Flanders-Baloise TFB |
| ------------------------- | ------------------------- | ------------------------- |
| Nr.                       | Rytter                    | Placering                 |
| 201                       | Jenno Berckmoes (BEL)     | 59.                       |
| 202                       | Kamiel Bonneu (BEL)       | 43.                       |
| 203                       | Vito Braet (BEL)          | DNF                       |
| 204                       | Alex Colman (BEL)         | DNF                       |
| 205                       | Sander De Pestel (BEL)    | DNF                       |
| 206                       | Elias Maris (BEL)         | 60.                       |
| 207                       | Ward Vanhoof (BEL)        | DNF                       |

| Q36.5 Pro Cycling Team Q36 | Q36.5 Pro Cycling Team Q36 | Q36.5 Pro Cycling Team Q36 |
| -------------------------- | -------------------------- | -------------------------- |
| Nr.                        | Rytter                     | Placering                  |
| 211                        | Tom Devriendt (BEL)        | DNF                        |
| 212                        | Walter Calzoni (ITA)       | DNF                        |
| 213                        | Tobias Ludvigsson (SWE)    | DNF                        |
| 214                        | Alessandro Fedeli (ITA)    | DNF                        |
| 215                        | Cyrus Monk (AUS)           | 58.                        |
| 216                        | Kamil Małecki (POL)        | DNF                        |
| 217                        | Nicolò Parisini (ITA)      | DNF                        |

| Uno-X Pro Cycling Team UXT | Uno-X Pro Cycling Team UXT       | Uno-X Pro Cycling Team UXT |
| -------------------------- | -------------------------------- | -------------------------- |
| Nr.                        | Rytter                           | Placering                  |
| 221                        | Fredrik Dversnes (NOR)           | 56.                        |
| 222                        | Martin Bugge Urianstad (NOR)     | DNF                        |
| 223                        | Anthon Charmig (DEN)             | DNF                        |
| 224                        | Anders Halland Johannessen (NOR) | DNF                        |
| 225                        | Tobias Halland Johannessen (NOR) | 76.                        |
| 226                        | Jacob Hindsgaul (DEN)            | DNF                        |
| 227                        | Jonas Gregaard (DEN)             | DNF                        |

| Israel-Premier Tech IPT | Israel-Premier Tech IPT | Israel-Premier Tech IPT |
| ----------------------- | ----------------------- | ----------------------- |
| Nr.                     | Rytter                  | Placering               |
| 231                     | Michael Woods (CAN)     | DNF                     |
| 232                     | Simon Clarke (AUS)      | 20.                     |
| 233                     | Hugo Houle (CAN)        | 68.                     |
| 234                     | Nick Schultz (AUS)      | DNF                     |
| 235                     | Corbin Strong (NZL)     | DNF                     |
| 236                     | Guillaume Boivin (CAN)  | DNF                     |
| 237                     | Daryl Impey (RSA)       | DNF                     |

| Tudor Pro Cycling Team TUD | Tudor Pro Cycling Team TUD      | Tudor Pro Cycling Team TUD |
| -------------------------- | ------------------------------- | -------------------------- |
| Nr.                        | Rytter                          | Placering                  |
| 241                        | Alexander Kamp (DEN) (landevej) | 9.                         |
| 242                        | Jacob Eriksson (SWE)            | DNF                        |
| 243                        | Aloïs Charrin (FRA)             | DNF                        |
| 244                        | Nils Brun (SUI)                 | 63.                        |
| 245                        | Arthur Kluckers (LUX)           | 42.                        |
| 246                        | Miká Heming (GER)               | DNF                        |
| 247                        | Lucas Eriksson (SWE) (landevej) | 45.                        |